# Prionurus microlepidotus

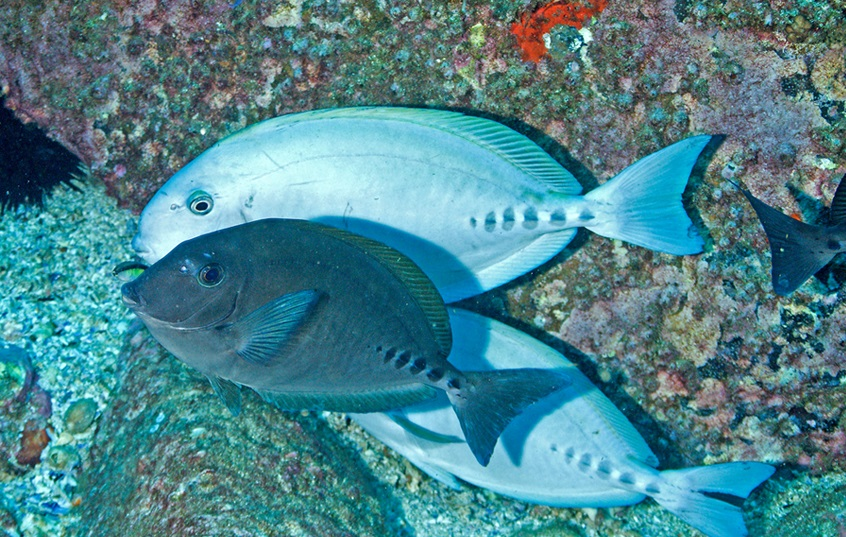
Prionurus microlepidotus en las islas Solitarias, Nueva Gales del Sur

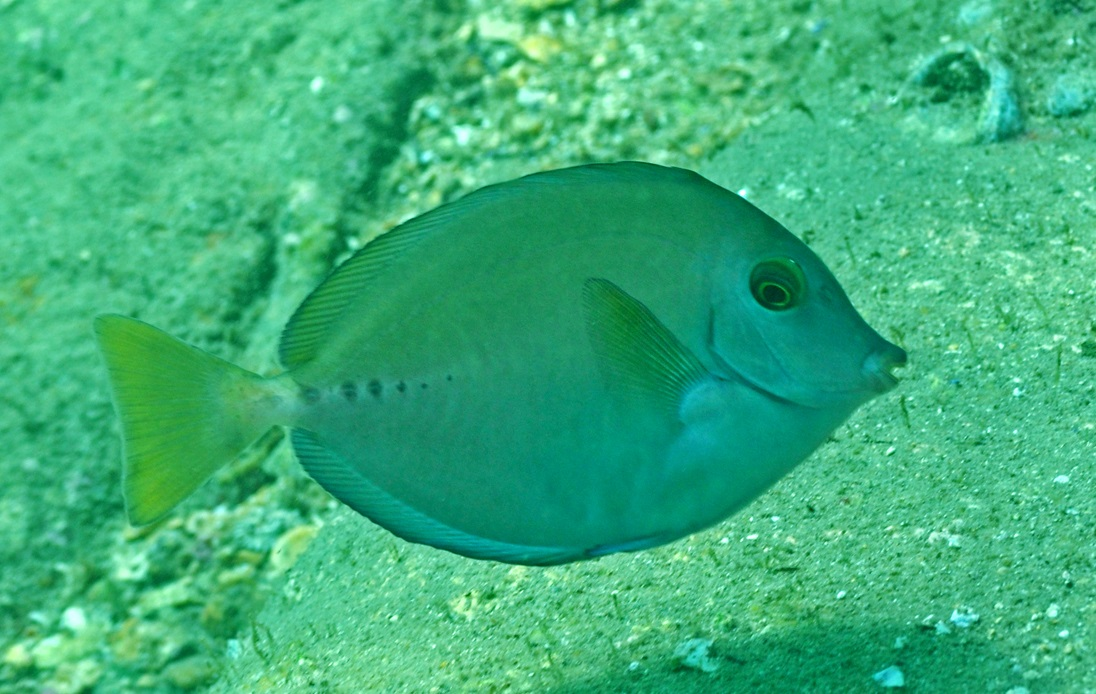
Ejemplar juvenil de P. microlepidotus, con el cuerpo menos alargado

El Prionurus microlepidotus es una especie de pez cirujano del género Prionurus, encuadrado en la familia Acanthuridae. Es una especie marina del orden Perciformes, endémica de Australia y común en Townsville y la bahía de Byron.Su nombre común en inglés es Sixplate Sawtail, o cola vista de seis placas, en alusión al número de placas con espinas defensivas que presenta a cada lado del pedúnculo caudal.

## Morfología
Tiene el cuerpo en forma oval, comprimido lateralmente. La boca es pequeña, protráctil y situada en la parte baja de la cabeza; con dientes moderadamente grandes y aplanados. El cuerpo se va alargando con la edad, hasta tres veces más que en los ejemplares juveniles. Los adultos desarrollan una protuberancia pronunciada en la parte anterior al hocico.
De color gris-marrón, tiene unas franjas oscuras borrosas a los lados del cuerpo. A cada lado de la parte posterior del cuerpo y el pedúnculo caudal, tiene de 5 a 7, normalmente 6, placas negras con espinas defensivas. Los ejemplares juveniles son totalmente amarillos.
Tiene 8 espinas dorsales, de 21 a 22 radios blandos dorsales, 3 espinas anales y de 20 a 21 radios blandos anales. 
Puede alcanzar una talla máxima de 70 cm.

## Hábitat y modo de vida
Especie marina asociada a arrecifes, habita también costas rocosas. Los juveniles suelen habitar estuarios y bahías, de aguas salobres. Suele formar grandes cardúmenes con la especie emparentada P. maculatus, pudiendo distinguirlos claramente por sus coloraciones.

## Distribución
Se distribuye exclusivamente en el este de Australia, desde Nueva Gales del Sur hasta Queensland.

## Alimentación
Es herbívoro, y se alimentan principalmente de las algas que crecen en las rocas, así como de pequeños invertebrados planctónicos.

## Reproducción
Los machos cambian su coloración durante el cortejo. Son dioicos, de fertilización externa y desovadores pelágicos, en parejas y grandes agregaciones de individuos. No cuidan a sus crías.